# Pont du détroit de Tacoma (1950)
Pour les articles homonymes, voir Pont du détroit de Tacoma.
Le pont du détroit de Tacoma ou pont de Tacoma, en anglais Tacoma Narrows Bridge, est un pont suspendu des États-Unis situé dans l'État de Washington et permettant de franchir le détroit de Tacoma. Il est construit en 1950, dix ans après l'effondrement du premier ouvrage, et il est doublé en 2007 d'un second pont suspendu.

## Histoire
Le pont est construit en 1950 et ouvert à la circulation le 14 octobre, au même endroit que le premier pont qui s'est effondré dix ans auparavant,,.
À la suite d'un vote public en 1998, il est doublé en 2007 d'un second pont suspendu, pour faire face à l'accroissement du trafic routier dans la région.

## Récompenses et distinctions
En 2008, le projet reçoit plusieurs distinctions:
- Build Washington Award - Grand Award, de l'Association général des entrepreneurs de Washington
- Excellence of Concrete Construction, de Washington Aggregates & Concrete Association
- Grand Award, du Conseil Américain des compagnies d’ingénierie
- Outstanding Civil Engineering Achievement Award of Merit, de l'American Council of Civil Engineers
- Platinum Award, de l'American Council of Engineering Compagnies of Washington.

En 2012, le pont, conjointement avec celui construit en 1940, est désigné comme faisant partie de la liste des Historic Civil Engineering Landmarks par l'American Society of Civil Engineers.

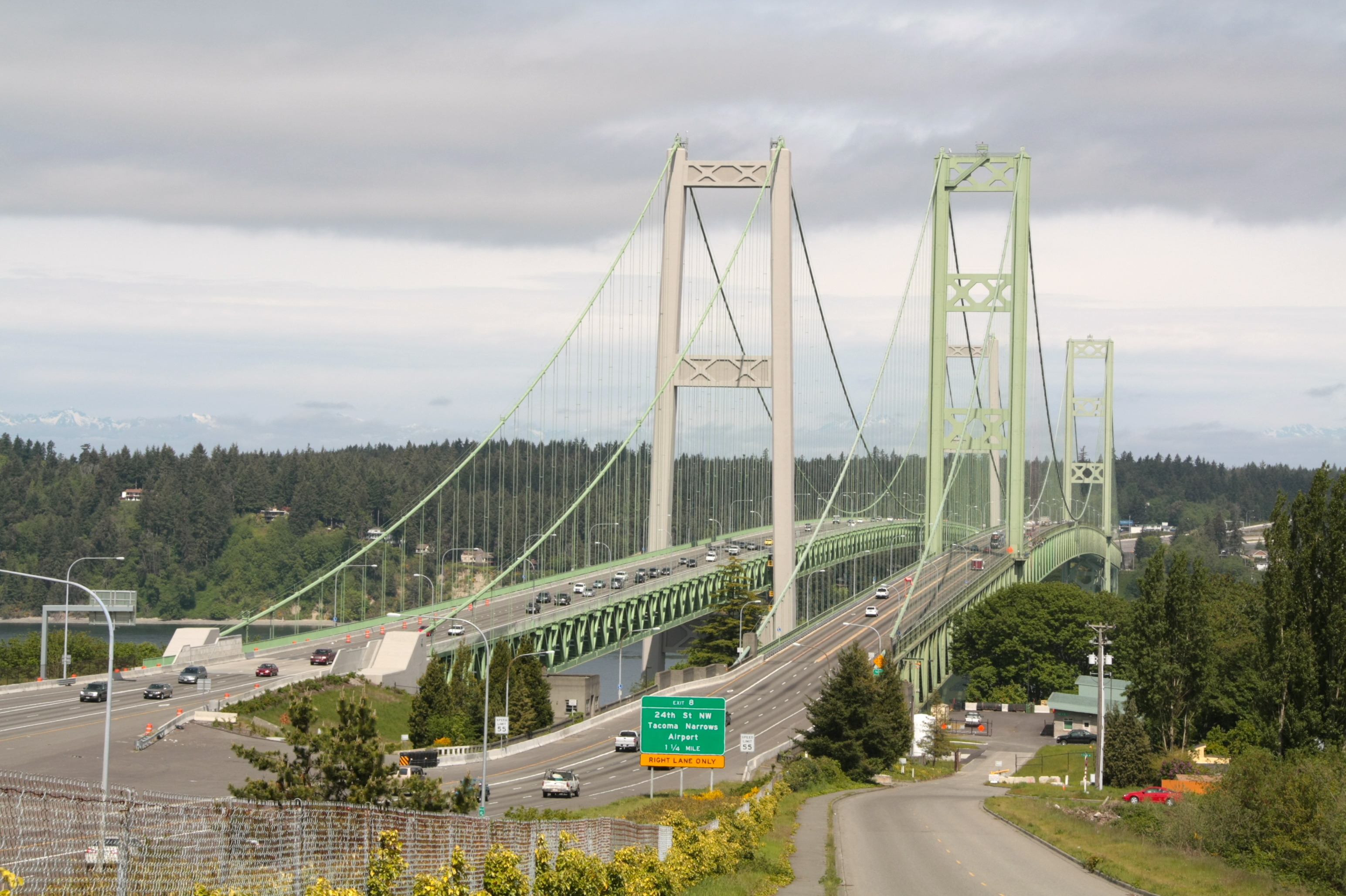
Les ponts de 1950 (à droite) et de 2007 (à gauche).